# Joseph Whipp
Joseph Whipp est un acteur américain né le 12 juillet 1941 à San Francisco, Californie (États-Unis).

## Filmographie
- 1979 : L'Évadé d'Alcatraz (Escape from Alcatraz) : Guard
- 1981 : Please Don't Hit Me, Mom (TV) : Coach Egan
- 1981 : Hymne à l'amour (Advice to the Lovelorn) (TV) : Tom Moore
- 1982 : Between Two Brothers (TV) : Sergeant
- 1982 : Meurtres en direct (Wrong Is Right) : John Brown
- 1982 : Shérif, fais-moi peur (The Dukes of Hazzard) (série TV) (Saison 4, épisode 3 "Des Diamants très bruts") : Mason
- 1983 : Second Thoughts : Jailer
- 1983 : Mystère et bas nylon (This Girl for Hire) (TV) : Cop
- 1984 : Body Rock : Donald
- 1984 : His Mistress (TV)
- 1984 : Les Griffes de la nuit (A Nightmare on Elm Street) : Sgt. Parker
- 1984 : Shérif, fais-moi peur (The Dukes of Hazzard) (série TV) (Saison 6, épisode 20 "La rançon") : Eddie Hollis
- 1985 : Terreur froide (Chiller) (TV) : Detective
- 1986 : Amazons : Kalungo
- 1986 : Tout va trop bien  (Miracles) : L.A. Cop #1
- 1986 : Scorpion : Leese's aide
- 1987 : Nutcracker: Money, Madness & Murder (feuilleton TV) : Klein
- 1987 : Les Tueurs de l'autoroute (Police Story: The Freeway Killings) (TV) : Gene Benson
- 1987 : Disorderlies (en) de Michael Schultz : Cop #1
- 1987 : Hidden (The Hidden) : Dr. Rogers
- 1988 : Le Sang du châtiment (Rampage) : Dr. George Mahon
- 1989 : Générations (Generations) (série TV) : Charles Mullen (1989-1990)
- 1989 : Death Spa : Dr. Lido Moray
- 1991 : Absolute Strangers (TV) : Doctor #2
- 1991 : Confusion tragique (Switched at Birth) (TV) : Dr. Peter Ter Horst
- 1963 : Hôpital central ("General Hospital") (série TV) : Marty (1991)
- 1992 : The Nutt House : Doctor Foster
- 1992 : A Message from Holly (TV) : Driver
- 1995 : Le Secret de Sharon (Sharon's Secret) (TV) : Seargeant
- 1996 : The Tomorrow Man (TV) : Security Chief
- 1996 : Scream : Sheriff Burke
- 1997 : The Midas Touch : Guard
- 1997 : Suicide Kings : Harry
- 1998 : A Place Called Truth : Sheriff Roy
- 1998 : Get a Job
- 1999 : Chassés-croisés sentimentaux (Winding Roads) (TV) : Larry Riddle
- 2000 : Southstreet Lullaby : Smiley
- 2000 : Red Shoe Diaries 14: Luscious Lola (vidéo) : Sheriff (segment "Mercy")
- 2003 : The Job : The Man
- 2005 : Ordinary Miracles (TV) : Doctor
- 2006 : The Gold Bracelet
- 2010 : Downstream : Hungry Joe